# Ireneus
Ireneus (nebo také Irenej) je původně řecké mužské jméno (ειρηναιος), znamenající „mírumilovný“. Jeho ženským protějškem je běžnější Irena.
Podle českého kalendáře má svátek 16. dubna.

## Ireneus v jiných jazycích
- Slovensky: Irenej
- Německy: Irenäus
- Italsky: Ireneo
- Polsky: Ireneusz
- Rusky, srbsky: Irinej nebo Irinij
- Bulharsky: Irin
- Maďarsky: Iréneusz

## Význační nositelé tohoto jména
- Irenej z Lyonu – zdaleka nejvýznamnější křesťanský teolog 2. století